# كيني مور
كيني مور (بالإنجليزية: Kenny Moore)‏ هو صحفي رياضي أمريكي، ولد في 1 ديسمبر 1943 في بورتلاند في الولايات المتحدة.

## وصلات خارجية
- كيني مور على موقع الاتحاد الدولي لألعاب القوى (الإنجليزية)
- كيني مور على موقع أوليمبيديا (الإنجليزية)
- كيني مور على موقع IMDb (الإنجليزية)
- كيني مور على موقع قاعدة بيانات الفيلم (الإنجليزية)